# Хіліарх
Хіліарх (грец. χιλίαρχος, χιλιάρχης, χιλιαρχοῦντος) — посада командира хіліархії, тобто тисячі легкоозброєних воїнів у Стародавній Македонії та Елліністичному Єгипті.

## Склад хілархії
Теоретично хіліархія складала 1/16 частину фаланги та поділялась на 2 пентесіархії або 4 сінтагми, або 64 лохи (лох мав 16 осіб). Таким чином Хіліархія включала до свого складу 1024 особи.

## Історія
Вперше термін хіліарх було використано у державі Ахеменідів. Історик Арріан згадував про хіліарха Набарзана, якому приписував командування 30 тисячами вершників.
Перський хіліарх як командир лейб-гвардії, що складалась з 1000 особистих охоронців царя, був зобов'язаний надавати царю щоденні рапорти та вводити до нього послів і прохачів, відігравав важливу роль у суді Ахеменідів. Після смерті Александра Великого посада хіліарха вважалась досить високою та почесною. Серед найвідоміших хіліархів були Пердікка та Кассандр.
У євангельській оповіді про арешт Ісуса Христа зазначається, що Юда йшов на чолі загону римської когорти з тисячоначальником (хіліархом).